# Гелелович, Гелел Моисеевич
Геле́ль Моисе́евич Гелело́вич (30 марта [11 апреля] 1836, Евпатория, Таврическая губерния — 1920, Одесса) — караимский благотворитель, потомственный почётный гражданин. 

## Биография
Родился в караимской семье евпаторийского купца и благотворителя Моисея (Моше) Мордехаевича Гелеловича (1788—1869) и его жены Бияны Исааковны (1800 — ?). Окончил частную караимскую школу Авраама (Абен-Яшара) Луцкого. В 1869 году семья Гелеловичей была причислена к потомственному почётному гражданству. 
Состоял почётным смотрителем Одесского городского трёхкласнаго караимскаго училища. Владел солемольным предприятием в Одессе.

## Санаторий «Чайка»
В 1913 году караимская супружеская чета из Одессы Гелель и Гулюш Гелеловичи, у которых не было собственных детей, купили в Евпатории (сейчас поселок Заозёрное) участок земли и создали на берегу Каламитского залива санаторий для ребятишек из малоимущих семей. В новеньких корпусах с полным пансионом разместились 80 юных пациентов. По уставу санатории на бесплатное лечение принимались дети с 8 до 13 лет, причём 50 % мест отводилось именно детям караимской национальности. Так в царской России появился первый бесплатный детский санаторий. Идея его создания была горячо поддержана городским головой Евпатории Семеном Дуваном, который считал, что у «детской санатории» великое будущее.
История эта долго умалчивалась, но к 90-летию «Чайки» справедливость была восстановлена, и в честь супругов Гелелович на одной из аллей санатория открыли памятную стелу.
То, как «Чайка» приобрела своё крылатое имя, связано с не менее трогательной историей. Дело в том, что евпаторийская и чеховская «Чайки», можно сказать, сестры. Эта «родственная связь» возникла в суровом 1918 году, когда шла Гражданская война, а маленькие воспитанники санатория Гелеловичей остались брошенными на произвол судьбы. Истощенными от голода нашли их мхатовцы, дача которых также располагалась на этом побережье. Чтобы спасти детей, труппа стала давать благотворительные спектакли в Евпатории: играли «Чайку», «Дядю Ваню», «Вишневый сад». На вырученные деньги наняли для детей няньку, купили корову, чтобы обеспечить их молоком, приобретали продукты и одежду.
В 1923 году санаторий получил название «Чайка». С тех пор у детского учреждения и знаменитого чеховского театра одна эмблема. И до сих пор между ними поддерживаются теплые отношения.
Со времени основания и по настоящее время санаторий пользуется большой популярностью для лечения и оздоровления детей. В первые годы Советской власти он развивался сначала как база для лечения детей, больных костным туберкулезом, полиомиелитом, позже — ревматизмом. С 1970 года стал многопрофильным. Сейчас здесь работают кардиологическое, нефрологическое, ортопедическое, психоневрологическое отделения, а также реабилитации детей, пострадавших от экологических катастроф.
С 1994 «Чайка» имеет статус республиканской здравницы. Сейчас Республиканский детский клинический санаторий «Чайка» является международным детским курортом.

## Награды
- Золотая медаль с надписью «За усердие» для ношения на шее на Станиславской ленте — «за усердную и полезную деятельность по учреждениям Министерства народного просвещения» (1896)[4].